# Коалиция Изправи се! Мутри вън!
 Тази статия е за гражданската коалиция.  За парламентарната група вижте ПГ „Изправи се БГ! Ние идваме“.  
Изправи се! Мутри вън! е гражданска коалиция от политически партии в България, създадена от лидерите на Изправи се.БГ, Отровното трио, включително Движение 21, Движение „България на гражданите“ (ДБГ), Обединена народна партия, Земеделски народен съюз (ЗНС), ВОЛТ, Движение за национално единство и спасение (ДНЕС) и Единна народна партия.
В XLVI народно събрание коалицията променя името си на парламентарна група "Изправи се БГ! Ние идваме!".

## История
На 31 август 2020 г. Изправи се.БГ обявява, че няма да прераства в партия, а ще се яви на изборите като партньорска мрежа, в която се включват десетки инициативни комитети от цялата страна. В края на годината (29 декември) се подписва споразумение за общо явяване на изборите с Отровното трио.
На 7 февруари 2021 г. лидерите на „Изправи се.БГ“ и „Отровното трио“ обявяват, че ще се явят заедно на изборите под коалиционното име „Изправи се! Мутри, вън!“, както и отказ от „каквито и да е преговори с ГЕРБ и ДПС“.

## Предизборна кампания 2020/2021
- Август 2020 г. – Председателят на „България на гражданите“, Димитър Делчев, обявява присъединяването на партията си към „Изправи се.БГ“ по време на публично представяне на гражданската платформа на площад Славейков. Същото правят и председателят на партия „Волт“ – Настимир Ананиев, както и председателката на партия „Движение 21“, Татяна Дончева. Гражданската организация Системата ни убива обявява подкрепата си за Никола Вапцаров като техен представител в рамките на „Изправи се.БГ“.
- 29 декември 2020 г. – Представителят на „Отровното трио“, Николай Хаджигенов, подписва споразумение за общо явяване на парламентарните избори с „Изправи се.БГ“.[1]
- 6 януари 2021 г. – Гражданската организация „Системата ни убива“ пуска изявление, чрез което отказва да подкрепя „която и да е политическа или гражданска формация на предстоящите парламентарни избори, имаща нещо общо с така нареченото „Отровно трио“.[2]
- 17 януари 2021 г. – По време на интервю за БНТ, Мая Манолова заявява, че „Изправи се.БГ“, с ГЕРБ, никога и по никакъв повод няма да прави коалиция“.[3]
- 29 януари 2021 г. – Лидерът на партия „Волт“, Настимир Ананиев, заявява в интервю за БНТ, че „коалиция със сигурност ще има“, както и че „твърдо изключва“ ГЕРБ и БСП. На въпрос за коалиция с „Има Такъв Народ“, Ананиев отвръща с „ако се обединим по политики“ и допълва, че „хората с които не можем да работим – това е скрития модел, който в момента управлява. Той, официално, пред очите на всички, е ГЕРБ и Обединени патриоти, но всъщност е ГЕРБ и ДПС.“[4]
- 7 февруари 2021 г. – Лидерите на „Изправи се.БГ“ и „Отровното трио“ обявяват, че ще се явят заедно на изборите под коалиционното име „Изправи се! Мутри, вън!“, както и отказ от „каквито и да е преговори с ГЕРБ и ДПС“.[5]
- 10 февруари 2021 г. – „Отровното трио“ изпраща отворено писмо до председателите на „Има такъв народ“, „Демократична България“, БСП и ДПС, в което призовава да не се „влиза в явна или скрита коалиция с Бойко Борисов и ГЕРБ“, както и всеки от изброените да „приема добросъвестно да преговаря и гласува текстове, с които вади прокуратурата от съдебната власт и установява контролни механизми над главния прокурор на България“, „отстоява евроатлантическата ориентация на страната“ и „защитава парламентарната република“.
- 23 май 2021 г. – Мая Манолова заявява, че коалиция Изправи се! Мутри вън! ще се яви в същия формат. „Две граждански организации в основата – „Изправи се.БГ" и Отровното трио и три партии - Движение „България на гражданите“, Единна народна партия и „Движение 21“. Манолова също казва, че коалицията има подкрепата на „десетки граждански организации и инициативни комитети“.[6]

## Участия в избори

#### април 2021 г.
В предизборната Коалиция „Изправи се! Мутри вън!“ през април 2021 г. влизат следните партии и организации:
- Изправи се.БГ, с лидер Мая Манолова
- Движение 21, с лидер Татяна Дончева
- Единна народна партия, с лидер Валентина Василева
- Движение „България на гражданите“, с лидер Димитър Делчев
- ВОЛТ, с лидер Настимир Ананиев
- Движение за национално единство и спасение (ДНЕС), с лидер Анжелика Цокова
- Земеделски народен съюз (ЗНС), с лидер Румен Йончев
- Отровното трио, с лидер Николай Хаджигенов

При 50,61 % избирателна активност и 100 % обработени протоколи, коалицията получава 4,72 % подкрепа (или 150 940 гласа).

#### юли 2021 г.
При 42,19 % избирателна активност и 100 % обработени протоколи, коалицията получава 5,01 % подкрепа (или 136 885 гласа).

#### Резултати
Резултати от парламентарните избори през април 2021 г. и юли 2021 г. (по избирателни райони):
| Избирателен район       | Парламентарни избори през април 2021 г. | Парламентарни избори през април 2021 г. | Парламентарни избори през април 2021 г. | Парламентарни избори през юли 2021 г. | Парламентарни избори през юли 2021 г. | Парламентарни избори през юли 2021 г. |
| Избирателен район       | Избирателна активност                   | Действителни гласове                    | Дял от гласувалите                      | Избирателна активност                 | Действителни гласове                  | Дял от гласувалите                    |
| Сумарно                 | 50,61%                                  | 150940                                  | 4,72 %                                  | 42,19%                                | 136885                                | 5,01 %                                |
| ----------------------- | --------------------------------------- | --------------------------------------- | --------------------------------------- | ------------------------------------- | ------------------------------------- | ------------------------------------- |
| 1 МИР Благоевград       | 50,72%                                  | 4597                                    | 3,00 %                                  | 40,03%                                | 6154                                  | 4,98 %                                |
| 2 МИР Бургас            | 49,50%                                  | 10115                                   | 5,89 %                                  | 42,00%                                | 9044                                  | 6,02 %                                |
| 3 МИР Варна             | 50,83%                                  | 10342                                   | 5,24 %                                  | 42,94%                                | 9512                                  | 5,56 %                                |
| 4 МИР Велико Търново    | 48,57%                                  | 4268                                    | 4,38 %                                  | 40,43%                                | 4203                                  | 5,06 %                                |
| 5 МИР Видин             | 47,79%                                  | 1239                                    | 3,17 %                                  | 37,58%                                | 1734                                  | 5,51 %                                |
| 6 МИР Враца             | 52,12%                                  | 3080                                    | 3,93 %                                  | 42,00%                                | 3704                                  | 5,75 %                                |
| 7 МИР Габрово           | 49,09%                                  | 2885                                    | 5,84 %                                  | 39,51%                                | 2175                                  | 5,34 %                                |
| 8 МИР Добрич            | 42,12%                                  | 3249                                    | 4,56 %                                  | 33,62%                                | 2904                                  | 4,98 %                                |
| 9 МИР Кърджали          | 28,08%                                  | 778                                     | 1,10 %                                  | 28,54%                                | 815                                   | 1,12 %                                |
| 10 МИР Кюстендил        | 44,31%                                  | 3409                                    | 6,16 %                                  | 35,18%                                | 2927                                  | 6,51 %                                |
| 11 МИР Ловеч            | 53,36%                                  | 2611                                    | 4,29 %                                  | 39,03%                                | 2454                                  | 5,36 %                                |
| 12 МИР Монтана          | 54,96%                                  | 2513                                    | 3,89 %                                  | 41,73%                                | 2810                                  | 5,65 %                                |
| 13 МИР Пазарджик        | 47,90%                                  | 3704                                    | 3,38 %                                  | 35,01%                                | 3209                                  | 3,89 %                                |
| 14 МИР Перник           | 53,08%                                  | 2851                                    | 5,14 %                                  | 41,65%                                | 2503                                  | 5,63 %                                |
| 15 МИР Плевен           | 47,72%                                  | 4615                                    | 4,27 %                                  | 37,96%                                | 4807                                  | 5,46 %                                |
| 16 МИР Пловдив (град)   | 46,77%                                  | 6865                                    | 5,08 %                                  | 39,53%                                | 5515                                  | 4,70 %                                |
| 17 МИР Пловдив (област) | 45,44%                                  | 5748                                    | 4,51 %                                  | 37,08%                                | 5782                                  | 5,40 %                                |
| 18 МИР Разград          | 41,02%                                  | 1035                                    | 1,98 %                                  | 36,02%                                | 1047                                  | 2,22 %                                |
| 19 МИР Русе             | 45,01%                                  | 4443                                    | 5,02 %                                  | 37,94%                                | 3976                                  | 5,21 %                                |
| 20 МИР Силистра         | 46,60%                                  | 1490                                    | 2,87 %                                  | 41,89%                                | 1215                                  | 2,57 %                                |
| 21 МИР Сливен           | 42,34%                                  | 3676                                    | 5,32 %                                  | 32,88%                                | 3551                                  | 6,37 %                                |
| 22 МИР Смолян           | 54,68%                                  | 1967                                    | 3,72 %                                  | 45,85%                                | 1871                                  | 4,16 %                                |
| 23 МИР София            | 53,85%                                  | 14210                                   | 6,54 %                                  | 48,16%                                | 11300                                 | 5,73 %                                |
| 24 МИР София            | 50,47%                                  | 9725                                    | 5,96 %                                  | 42,24%                                | 7619                                  | 5,41 %                                |
| 25 МИР София            | 48,04%                                  | 10342                                   | 6,28 %                                  | 40,75%                                | 8173                                  | 5,76 %                                |
| 26 МИР София (област)   | 55,09%                                  | 4020                                    | 3,85 %                                  | 41,93%                                | 4093                                  | 4,97 %                                |
| 27 МИР Стара Загора     | 50,52%                                  | 8524                                    | 6,07 %                                  | 41,54%                                | 6870                                  | 5,83 %                                |
| 28 МИР Търговище        | 44,28%                                  | 1313                                    | 2,63 %                                  | 36,08%                                | 1408                                  | 3,36 %                                |
| 29 МИР Хасково          | 49,80%                                  | 4771                                    | 4,32 %                                  | 39,46%                                | 4502                                  | 5,03 %                                |
| 30 МИР Шумен            | 39,93%                                  | 2435                                    | 3,42 %                                  | 34,79%                                | 2266                                  | 3,56 %                                |
| 31 МИР Ямбол            | 46,02%                                  | 2879                                    | 6,00 %                                  | 37,65%                                | 2520                                  | 6,27 %                                |
| Извън България          |                                         | 7241                                    | 4,26 %                                  |                                       | 6222                                  | 3,67 %                                |